# 6419 Susono
6419 Susono (1993 XX) là một tiểu hành tinh vành đai chính được phát hiện ngày 7 tháng 12 năm 1993 bởi M. Akiyama ở Mishima.